# Ordnungsnummer (Taxi)
Die Ordnungsnummer (auch Konzessionsnummer) eines Taxis wird bei der Konzessionserteilung oder -erweiterung (Zulassung eines Zweit- oder Mehrwagens) vergeben.
Sie gilt nur für das in der Konzessionsurkunde aufgeführte Fahrzeug.
Zur eindeutigen Zuordnung und Identifizierung eines Taxis muss diese Nummer an vorgeschriebener Stelle (Heckscheibe unten rechts, § 27 BOKraft) im Taxi oder am Taxi angebracht sein und von außen und innen lesbar sein. Größe sowie grafische Gestaltung des Schildes sind in der Anlage 3 BOKraft geregelt.